# Gran arcont
El gran arcont (grec medieval: μέγας ἄρχων, megas àrkhon) fou un càrrec de l'Imperi Romà d'Orient durant els segles xiii i xiv.
Apareix a les fonts per primera vegada com a traducció de títols estrangers, amb un significat assimilable al de «gran príncep». Per exemple, l'emperador Constantí VII Porfirogènit (r. 913–959) es refereix al capitost magiar Árpád com a «gran arcont de Turquia [Hongria]» en el capítol XL de la seva obra Sobre l'administració de l'imperi.
Teodor II Làscaris, emperador de Nicea entre el 1254 i el 1258, fou el primer a establir-lo com a títol de cort, originalment en referència a l'oficial de rang més alt del seu seguici. Tanmateix, quan pseudo-Codí escrigué el Tractat dels Oficis a mitjans del segle xiv, ja s'havia convertit en un càrrec purament honorífic sense cap responsabilitat associada.